# Raión de Terebovlia
El raión de Terebovlia (en ucraniano: Теребовлянський район) fue un raión o distrito de Ucrania en el óblast de Ternópil. En la reforma territorial de 2020, su territorio fue incluido en el raión de Ternópil.
Comprendía una superficie de 1130 km².
La capital era la ciudad de Terebovlia.

## Demografía
Según estimación 2010 contaba con una población total de 67816 habitantes.

## Otros datos
El código KOATUU es 6125000000. El código postal 48100 y el prefijo telefónico +380 3551.